# Сам Панополус
Сам Панополус (на английски: Sam Panopoulos) е канадски готвач и бизнесмен, смятан за създател на пицата с ананас (хавайска пица).
Роден е в Гърция през 1934 г. През 1954 г. се изселва в Канада.
Започва да работи в ресторантьорския бизнес заедно с братята си. Експериментира с различни варианти за пълнеж на пица, а през 1962 г. пробва варианта с ананас, шунка и бекон. Пицата добива популярност сред местните жители и с времето става популярна по света.
През февруари 2017 г. президентът на Исландия Гудни Йоханесон се изказва против добавянето на ананас в пицата.
Панопулос умира в болница в гр. Лондон в канадската провинция Онтарио на 83 години.